# 宋加喇
宋加喇有限公司，簡稱宋加喇（英語：SUNGALA LIMITED，港交所除牌時0259.HK），是在1946年成立，主要業務是生產橡膠和地產業務。
後來因為公司發生財政問題而被香港交易所勒令停牌。
1989年5月2日，本公司從香港交易所除牌。

## 外部連結
- 宋加喇資料（页面存档备份，存于）